# Mullins Gut
Mullins Gut ist ein so genannter ghaut (gut), ein ephemeres Gewässer ähnlich einer Fiumara, in St. Kitts, im karibischen Inselstaat St. Kitts und Nevis.

## Geographie
Der Fluss entspringt in der South East Range im Süden von St. Kitts. Er verläuft im Gebiet von Challengers in Saint Thomas Middle Island nach Süden und mündet bald in die Palmetto Bay.